# Clan Hay

Stemma del Clan Hay.

Clan Hay è un clan scozzese che ha giocato un ruolo importante nella storia e nella politica della Scozia.

## Origine del nome
Il nome della famiglia è di origine Pitto-celtica.

## Storia
"L'origine tradizionale della nobile casata di Hay è così riferita: - Nel regno di Kenneth III, anno 980, i Danesi, che avevano invaso la Scozia, dopo aver prevalso, nella battaglia di Luncarty, vicino a Perth, stavano inseguendo gli Scozzesi. Un vecchio e i suoi due figli diedero rifugio ai superstiti nella loro stalla facendo inferocire i cavalli: i Danesi, credendo che un nuovo esercito stesse arrivando in soccorso, fuggirono impauriti. Vinta la battaglia, il vecchio, che si chiamava Hay, fu condotto dal re, il quale, radunato un parlamento a Scone, diede al detto Hay e ai suoi figli, come giusta ricompensa per il loro valore, del terreno sul fiume Tay, nel distretto di Gowrie, che essendo lungo sei miglia, fu poi chiamato Errol; ed essendo il re desideroso di elevare Hay e i suoi figli dal loro umile rango in vita, all'ordine della nobiltà, sua maestà assegnò loro uno stemma, che era d'argento, tre stemmi, rosso, per intimare che i tre erano stati i fortunati scudi della Scozia."
Gilbert, sceriffo di Perth nel 1262, fu nominato uno dei reggenti e tutori del re Alessandro III. Suo nipote, Gilbert de Haya, venne dichiarato traditore da Edoardo I di Aberdeen. Robert the Bruce lo ricompensò con la nomina alla carica di Conestabile del regno di Scozia ed è stato anche uno dei firmatari della Dichiarazione di Arbroath, nel 1320.
Durante le guerre anglo-scozzesi, la famiglia subì pesanti perdite nella battaglia di Flodden, nel 1513. Gilbert de Haya combatté per Giovanna d'Arco durante la Guerra dei cento anni.
Dopo la Riforma, la famiglia rimase fedele al cattolicesimo, e quindi erano alleati di Maria, regina di Scozia, che nominò George Hay, VII conte di Erroll, Lord luogotenente di tutta la Scozia centrale. Francis Hay, IX conte di Erroll, è stato coinvolto in una cospirazione con il re Filippo II di Spagna, di rovesciare la regina Elisabetta I d'Inghilterra e di convertire il re Giacomo VI al cattolicesimo e quindi rendere la Gran Bretagna una roccaforte cattolica. Con la sconfitta della Armada spagnola, tuttavia, la cospirazione non ebbe successo.
Dopo l'Atto di Unione del 1707, la famiglia era in sintonia con la causa giacobita. Le rovine della loro fortezza di Slains Castle, sulla costa nord-est della Scozia, era un luogo di ritrovo frequente per i cospiratori giacobiti. Nel 1745, sostennero Carlo Edoardo Stuart e finanziarono la ribellione.
Con il crollo del giacobinismo, gli Hay divennero fedeli sudditi britannici, e molti furono coinvolti espansione dell'Impero britannico.